# Brandberg
Brandberg (damarsko Dâures; herersko Omukuruvaro) je najvišje pogorje v Namibiji.

## Lega in površina
Brandberško gorovje je v Damaralandu v severozahodnem delu puščave Namib v bližini obale in pokriva površino okoli 650 kvadratnih kilometrov. S svojo najvišjo točko  Königstein (Kraljevi kamen) na 2606 m leži na namibskih prodnih ravnicah. Ob jasnem vremenu se opazi z velike razdalje. Na vrh vodi več različnih poti, najlažja (tudi najstrmejša) je iz doline reke Ga'aseb; druge poti so še iz dolin rek Hungurob in Tsisab. Najbližje naselje je Uis, oddaljeno približno 30 km.

## Izvor imena
Ime je afrikansko, nizozemsko in nemško za Ognjena gora zaradi njegove žareče barve, ki se včasih vidi v zahajajočem soncu. Damari jo imenujejo Dâures, kar pomeni goreča gora, Hereri pa Omukuruvaro, kar pomeni gora bogov.

## Geologija
Brandberško gorovje ali brandberška intruzija (vdor magme v zemeljsko skorjo) je posledica vdora granita, ki je ustvaril kupolasto gorovje. Nastal je v času zgodnjekrednega preloma, ki je odprl južni Atlantik. Datiranje argon-argon kaže starost 132 do 130 Ma.  Prevladujoča plutonska kamnina je homogena, srednje zrnat granit (biotit – rogovača). V zahodni notranjosti masiva (soteska Naib) je telo premera 2 km iz piroksena z izpostavljenim monzonitom. Najmlajše vrinjene kamnine so arfverdsonitni granit kot nasipi in police v jugozahodnem obrobju  Brandberškega gorovja z dolino Amis. Arfvedsonitni granit vsebuje minerale, bogate z redkimi zemeljskimi elementi, kot sta piroklor in bastnezit. Ostanki krednih vulkanskih kamnin so se ohranili kot ovratnik ob zahodnem in južnem robu masiva. Njihov kot spuščanja se povečuje proti stiku, kjer prodniki iz lokalnih kamnin v granitu oblikujejo magmatsko brečo. Izvorna magma, ki je ustvarila brandberško intruzijo, je bazaltna magma, ki je nastala pri kontinentalnem razpadu, ki je povzročil delno taljenje kamnin skorje, kar je povzročilo hibridno granitno magmo. Erozija je nato odstranila vrhnje plasti kamnine. Datacija z apatitno cepitvijo kaže približno 5-kilometrsko denudacijo med 80 in 60 Ma. 
Podobno lastnost ima predel Doros tudi v Damaralandu.

## Skalne poslikave
Brandberg je duhovno mesto velikega pomena za plemena ljudstva San (Grmičarji). Glavna turistična zanimivost je skalna slika Bela dama, ki je z drugimi umetniškimi deli na steni pod majhnim skalnim previsom, v grapi reke Tsisab ob vznožju gore. V soteski je več kot 1000 skalnih zavetišč in več kot 45 000 skalnih slik. 
Višje na gori je še več sto dodatnih skalnih slik, od katerih je večino skrbno dokumentiral Harald Pager, ki je naredil več desettisoč ročnih skic. Pagerjevo delo je po njegovo smrti izdal Inštitut Heinricha Barta v šestih zvezkih z naslovom Skalne slike zgornjega Brandberga, ki jih je uredil Tilman Lenssen-Erz (I. Soteska Amis, II. Soteska Hungorob, III. Južna soteska (Ga'aseb in Orabes), IV. Soteska Umuab in Karoab, V. Naib (A) in severozahod, VI. Naib (B), Circus in soteska Dom. VII. zvezek Soteska Numas ni bil objavljen verjetno zaradi ustavljenega financiranja).

## Divjina
Na tem območju je veliko zanimivega puščavskega rastlinja. Damaraland je znan po svojih grotesknih alojah in mlečkovkah in območje okoli gore ni nobena izjema. Ima veliko rastlin in dreves nenavadnega videza tudi zaradi skrajnih vremenskih razmer.
Območje je nenaseljeno in divje. Je zelo sušno in iskanje vode je težko ali celo nemogoče. Poleti je temperatura pogosto nad 40 °C.
Kljub temu živi tu mnogo različnih divjih živali. Živali so majhne, saj okolje ne dopušča veliko živali. Večina puščavskih vrst v Namibiji je tudi tukaj, med njimi puščavski slon ali redek črni nosorog.
Nov takson žuželk, Mantophasmatodea, je bil na tej gori prvič odkrit leta 2002.
Brandberško gorovje je verjetno najbogatejše okolje za škorpijona v južni Afriki. 

## Rastlinstvo
Brandberg leži med rastlinskim območjem Karroo in Namib, je tudi nekaj kapskega rastlinstva. Seznam 357 vrst je leta 1974 objavil Bertil Nordenstam, ki navaja, da je 11 taksonov endemičnih za Brandberg in nadaljnjih 28 vrst endemičnih za Kaoko. Velike in pomembne skupine vrst na območju Karoo in Namib na jugu se razlikujejo od vrst na sušnih delih severovzhodne Afrike. Zdi se, da so to ostanki hipoteze sušnih pasov, ki povezujejo dve območji. 

### Pomembne vrste
- Aloe dichotoma  je največja in verjetno najopaznejša sukulenta (sočnica) na gori nad 5 m višine. Je redka in raste predvsem na zgornjih južnih pobočjih;
- Cyphostemma currorii  je še ena velika sukulenta iz družine trt, ki je razpršena po gori;
- Myrothamnus flabellifolius  je ponovno oživljena rastlina. Raste na nekaterih zgornjih pobočjih in se lahko uporablja za čaj;
- Olea europaea subsp. cuspidata, divja oljka, običajno ne raste na sušnih območjih, najde se šele na vrhu Königsteina.

### Endemiti
- Euphorbia monteiroi  subsp.  Brandbergensis  je strupena pokončna sukulenta in raste zelo visoko. Navadno njene liste osmukajo skalni jazbeci (Procavia capensis);
- Plumbago wissii  ima bledordeče cvetove;
- Hermannia merxmuellera  je bila prej znana le iz doline reke Tsisab, podobna je ameriški vrsti Hermannia in Hermannia cristata, raste na območju s poletnim dežjem v Južni Afriki;
- Othonna brandbergensis , B. Nordenstam jo je odkril 29. maja 1963;
- Hoodia montana,
- Mentha wissii,
- Ruellia brandbergensis,
- Felicia gunellii,
- Nidorella nordenstamii,
- Pentzia tomentosa,
- Scirpus aciformis,
- Scirpus hystricoides.

## Svetovna dediščina
3. oktobra 2002 je bilo na poskusni seznam Unescove svetovne dediščine v mešani kategoriji (kulturna + naravna) dodano območje Brandberga (Brandberg National Monument Area).